# Paul J. Schissler
Paul John Schissler (Hastings, Nebraska, 1893. november 11. – Hastings, Nebraska, 1968. április 16.) amerikai amerikaifutball-, baseball- és kosárlabdaedző. Ő alapította az évente megrendezett Pro Bowl amerikaifutball-mérkőzést.

## Pályafutása
1911-ben érettségizett a hastingsi középiskolában, majd 1913–1914-ben az amerikaifutball-csapat edzője volt.

### Egyetemi
1915-ben a Doane Tigers, 1916-ban pedig a St. Viator Irish amerikaifutball-vezetőedzője volt. 1919 és 1921 között a Nebraska Cornhuskers amerikaifutball-, baseball- és kosárlabdacsapatait edzette. 1921-ben a Lombard Olive munkatársa volt.
1924 és 1932 között az Oregon Agricultural Aggies amerikaifutball-vezetőedzői pozícióját töltötte be. 1925-ben, 1926-ban és 1930-ban hét mérkőzést is megnyertek; a szezonnyitó mérkőzéseiket általában nagy arányban nyerték meg (például a Willamette Bearcats ellen 76–0-ra, a Multnomah Athletic Club ellen pedig 67–0-ra).

### NFL
1933–1934-ben a Chicago Cardinals, majd 1935–1936-ban a Brooklyn Dodgers amerikaifutball-vezetőedzője volt.

### Az NFL után
Később a PCPFL-beli Hollywood Bears tulajdonosa és vezetőedzője volt; 1946-ban Kenny Washingtont eladta a Los Angeles Ramsnek. Egy időben a Hollywood Stars, második világháborús katonai szolgálata alatt pedig a March légitámaszpont amerikaifutball-edzője volt. 1951-ben a Los Angeles Times munkatársaként dolgozott; ebben az évben megalapította a Pro Bowl amerikaifutball-mérkőzést.

## Eredményei vezetőedzőként
| Év                                                              | Eredmény                 | Eredmény                 | Helyezés                 |
| Év                                                              | Összesített              | Konferencia              | Helyezés                 |
| Doane Tigers (Független)                                        | Doane Tigers (Független) | Doane Tigers (Független) | Doane Tigers (Független) |
| --------------------------------------------------------------- | ------------------------ | ------------------------ | ------------------------ |
| 1915                                                            | 5–3                      | –                        | –                        |
| Doane:                                                          | 5–3                      | –                        | –                        |
| St. Viator Irish (Illinois Intercollegiate Athletic Conference) |                          |                          |                          |
| 1916                                                            | 6–2                      | –                        | –                        |
| St. Viator:                                                     | 6–2                      | –                        | –                        |
| Lombard Olive (Illinois Intercollegiate Athletic Conference)    |                          |                          |                          |
| 1921                                                            | 9–0                      | 5–0                      | 1.                       |
| 1922                                                            | 7–0–2                    | 3–0–1                    | T-1.                     |
| 1923                                                            | 6–1                      | 4–0                      | 1.                       |
| Lombard:                                                        | 22–1–2                   | 12–0–1                   | –                        |
| Oregon Agricultural Aggies (Northwest/Pacific Coast Conference) |                          |                          |                          |
| 1924                                                            | 3–5                      | 2–3 1–4                  | T-5. 7.                  |
| 1925                                                            | 7–2                      | 7–0 3–2                  | T-1. T-3.                |
| Oregon State Beavers (Pacific Coast Conference)                 |                          |                          |                          |
| 1926                                                            | 7–1                      | 4–1                      | T-3.                     |
| 1927                                                            | 3–3–1                    | 2–3                      | T-5.                     |
| 1928                                                            | 6–3                      | 2–3                      | T-6.                     |
| 1929                                                            | 5–4                      | 1–4                      | T-7.                     |
| 1930                                                            | 7–3                      | 2–3                      | 6.                       |
| 1931                                                            | 6–3–1                    | 1–3–1                    | 7.                       |
| 1932                                                            | 4–6                      | 1–4                      | T-8.                     |
| Oregon State:                                                   | 48–30–2                  | 22–27–1                  | –                        |
| March Field Flyers (Független)                                  |                          |                          |                          |
| 1942                                                            | 11–2                     | –                        | –                        |
| 1943                                                            | 9–1                      | –                        | –                        |
| 1944                                                            | 7–2–2                    | –                        | –                        |
| March Field:                                                    | 27–5–2                   | –                        | –                        |
| Összesen:                                                       | 110–41–6                 | –                        | –                        |
| Jelmagyarázat: Konferenciabajnok                                |                          |                          |                          |

## Fordítás
- Ez a szócikk részben vagy egészben  a   Paul J. Schissler című angol Wikipédia-szócikk ezen változatának fordításán alapul.  Az eredeti cikk szerkesztőit annak laptörténete sorolja fel. Ez a jelzés csupán a megfogalmazás eredetét és a szerzői jogokat jelzi, nem szolgál a cikkben szereplő információk forrásmegjelöléseként.